# حديقة لاوانغ
حديقة لاوانغ (بالإندونيسية: Taman Lawang)‏ هو فيلم رعب كوميدي أندونيسي، الذي يحكي عن مجموعة من المخنثىن في حديقة لاوانغ يجبرون على بيع أنفسهم لأسباب اقتصادية. تم عرض الفيلم في وقت واحد عبر دور السينما في إندونيسيا بدءا 7 نوفمبر 2013 وبطولة أولغا شاهابن و نيكيتا ميرزاني.